# Villa Díaz Ordaz
Villa Díaz Ordaz es una población del estado mexicano de Oaxaca, localizada en el centro del estado en las cercanías de la ciudad de Oaxaca de Juárez, recibe su nombre en honor del héroe de la Guerra de Reforma, José María Díaz Ordaz.

## Historia
Los orígenes de lo que hoy es Villa Díaz Ordaz se remontan a los asentamientos prehispánicos zapotecos y mixtecos en los Valles Centrales de Oaxaca, situándose en las cercanías de lo que hoy son las ruinas arqueológicas de Mitla y de San Lorenzo Albarradas, esta última una fortificación defensiva de origen zapoteco. La fundación de la población por los españoles data del año de 1526 y fue en el año de 1646 cuando fueron debidamente sus títulos de propiedad, siendo denominada desde entonces como Santo Domingo del Valle.
El 24 de enero de 1860 tuvo lugar en Santo Domingo del Valle una batalla que formó parte del enfrentamiento de liberales y conservadores en el contexto de la Guerra de Reforma en Oaxaca. El ejército liberal, comandado por el gobernador del estado coronel José María Díaz Ordaz con apoyo del entonces mayor Porfirio Díaz, derrotó las tropas conservadoras encabezadas por José María Cobos que a la sazón ocupaban la ciudad de Oaxaca; tras la derrota y fuga de las fuerzas conservadoras, José María Díaz Ordaz fue extrañamente herido por un tiro en el abdomen con graves consecuencias. Trasladado a Ixtlán, murió a consecuencia de la herida al día siguiente, 25 de enero de 1860.
En consecuencia al hecho anterior, el 31 de octubre de 1860 el Congreso de Oaxaca emitió un decreto según el cual Santo Domingo del Valle cambiaba su denominación a Villa Díaz Ordaz.

## Localización y demografía
Villa Díaz Ordaz se encuentra localizada en la región de los Valles Centrales de Oaxaca, en particular en el sector norte del Valle de Tlacolula, en las coordenadas geográficas 16°59′53″N 96°25′53″O / 16.99806, -96.43139 y a una altitud de 1 711 metros sobre el nivel del mar; la población más cercana es Tlacolula de Matamoros, cabecera distrital, que se encuentra a unos 10 kilómetros al sur y con la que se comunica mediante una carretera estatal que en esta población se una a la Carretera Federal 190 que al oeste la una a la capital del estado, Oaxaca de Juárez, situada a unos 60 kilómetros y hacia el este con el Istmo de Tehuantepec.
De acuerdo a los resultados del Censo de Población y Vivienda de 2010 realizado por el Instituto Nacional de Estadística y Geografía, la población total de Villa Díaz Ordaz es de 2 747 habitantes, de los que 1 264 son hombres y 1 483 son mujeres.